# Broeders van de Onbevlekte Ontvangenis van Maria

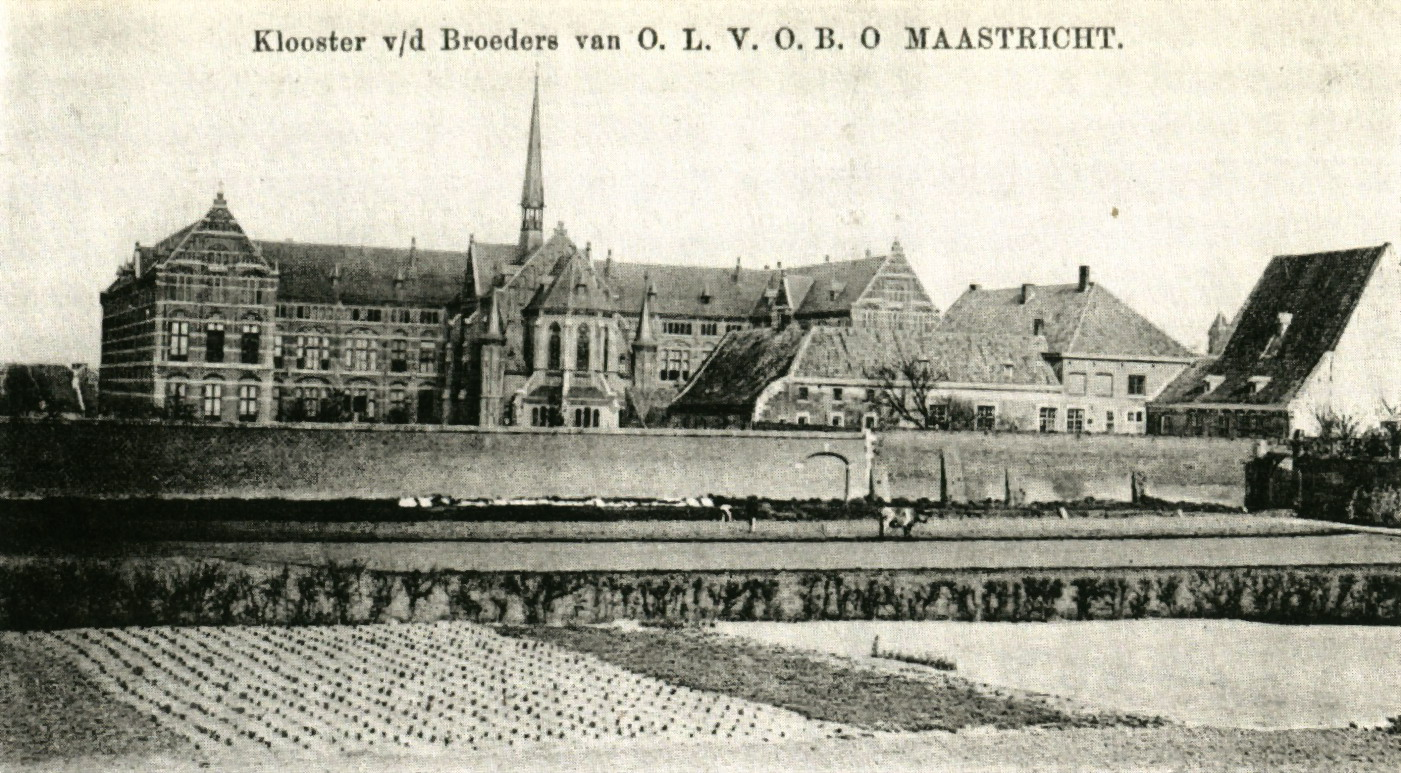
Het klooster 'de Beyart' van de Broeders van Maastricht omstreeks 1900

De Broeders van de Onbevlekte Ontvangenis van Maria (Latijn: Congregatio Fratrum Immaculatae Conceptionis Beatae Mariae Virginis (FIC)), ook wel Broeders van Maastricht of Broeders van de Beyart genoemd, is een wereldwijde rooms-katholieke congregatie die haar hoofdzetel in Maastricht heeft. De congregatie is in Nederland vooral bekend vanwege de rooms-katholieke lagere scholen en ulo-scholen, die ze vanaf het midden van de 19e eeuw oprichtten in plaatsen als Maastricht, Nijmegen, Helmond (1880-1999), Veghel (1879-1988), Amsterdam, Den Haag en Schiedam.

## Geschiedenis
De congregatie werd in 1840 door mgr. Louis Hubert Rutten te Maastricht opgericht. Medewerkers van het eerste uur waren Jacques Hoecken uit Tilburg en Charles van Weert uit 's-Hertogenbosch. Het klooster was aanvankelijk gevestigd aan de Bogaardenstraat en de Capucijnengang in het Statenkwartier en begon in 1841 een provisorisch schooltje. In 1846 werd met financiële steun van Josephina Vaessen de eerste officiële broederschool voor lagere onderwijs aan jongens gebouwd, de Sint-Aloysiusschool, en in 1873 de Sint-Bernardusschool. In 1878 telden de diverse broederscholen in Maastricht 1.700 leerlingen, waarvan 1.500 uit minvermogende gezinnen kwamen (600 betaalden helemaal geen schoolgeld). Ook hadden de broeders in Maastricht al vroeg een opleiding tot onderwijzer om daarmee te voorzien in de opleiding van onderwijzers voor de vele lagere scholen in Nederland.
Van 1894-96 werd in Maastricht een nieuw moederhuis gebouwd op het terrein van het voormalige, middeleeuwse zusterklooster De Beyart aan de Brusselsestraat. In 1843 werd in Den Bosch een tweede klooster gesticht. In 1845 werd hier een weeshuis opgericht. In dat jaar vestigden de broeders zich ook in het Doofstommeninstituut in Sint-Michielsgestel.
Vanaf de oprichting hielden leden van de congregatie zich bezig met de opleiding van onderwijzers, vaak als aanvullende taak binnen de lagere scholen. De leden van de congregatie worden om die reden vaak aangeduid als de Broeders van Maastricht, of de Meesters uit Maastricht. In 1909 opende men aan de Tongerseweg in Oud-Vroenhoven, toen nog buiten Maastricht gelegen, de Kweekschool van de Broeders van de Onbevlekte Ontvangenis. In 1910-11 werd door de broeders in Den Haag een normaalschool gesticht, die in 1931 zou uitgroeien tot de Bisschoppelijke Kweekschool voor Onderwijzers. De broeders verzorgden deze nieuwe opleiding in directe opdracht van Mgr. Aengenent, bisschop van het Bisdom Haarlem. Het Haagse Stadsklooster aan het Westeinde bestaat inmiddels al meer dan 150 jaar. In veel steden, zoals Amsterdam en Den Haag, werd samengewerkt, en soms huisvesting gedeeld, met de lokale Sint-Vincentiusvereniging.
De 450 leden tellende congregatie heeft of had zijn werkterrein in Nederland (sinds 1840), in België (in de 19e eeuw), Indonesië (sinds 1920), Chili (sinds 1951), Sierra Leone (1959-1970), Malawi (sinds 1960) en Ghana (sinds 1965). Door teruggang van het aantal broeders heeft de congregatie zich in de laatste decennia uit het onderwijs in Nederland teruggetrokken. Sinds 2017 is de status van de Nederlandse provincie veranderd in die van Religieus Huis Nederland FIC en ligt het zwaartepunt in de vroegere missiegebieden.

## Erfgoed

### Kloosters en scholen in Maastricht

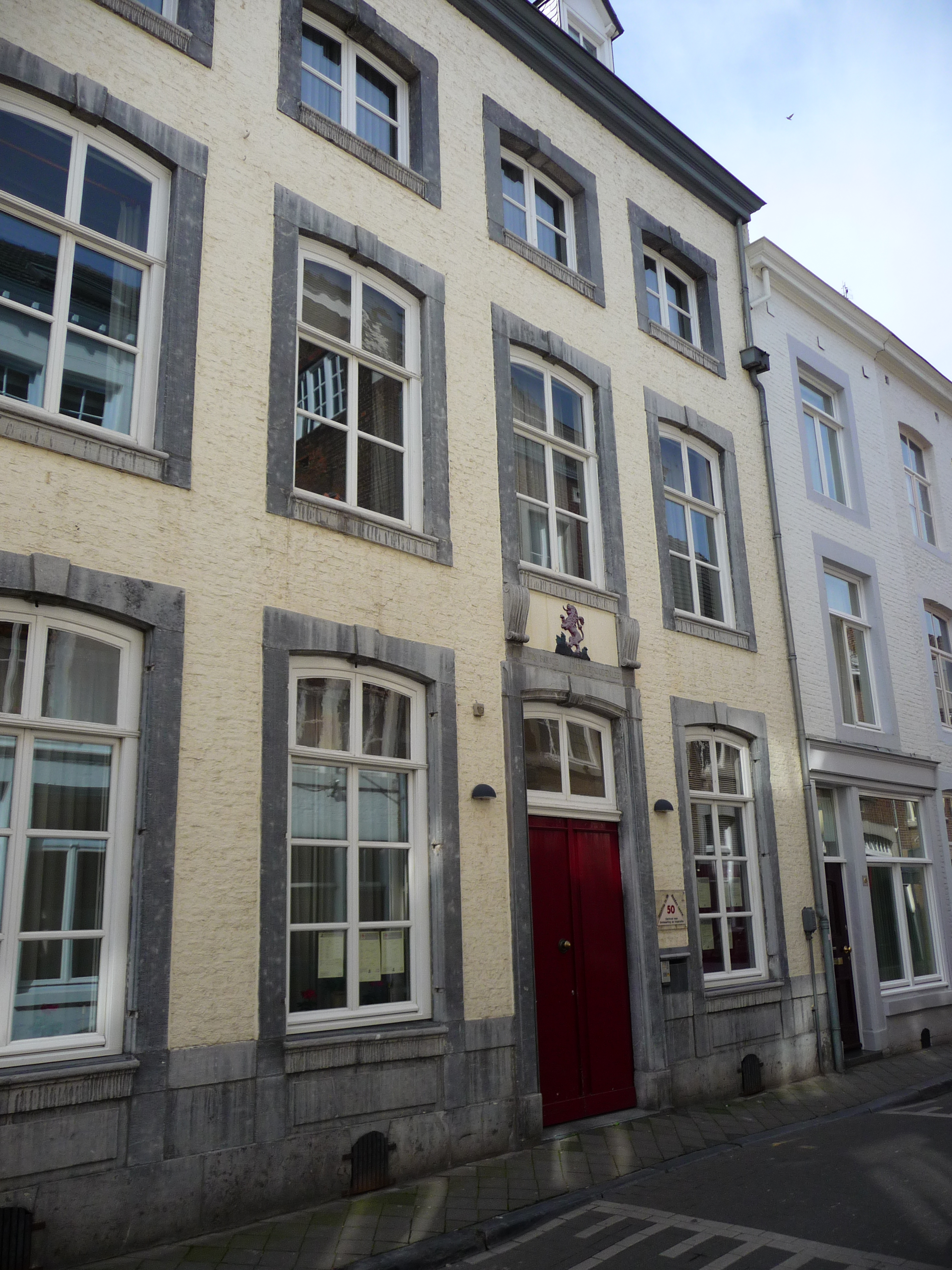
Eerste klooster, Bogaardenstraat 50
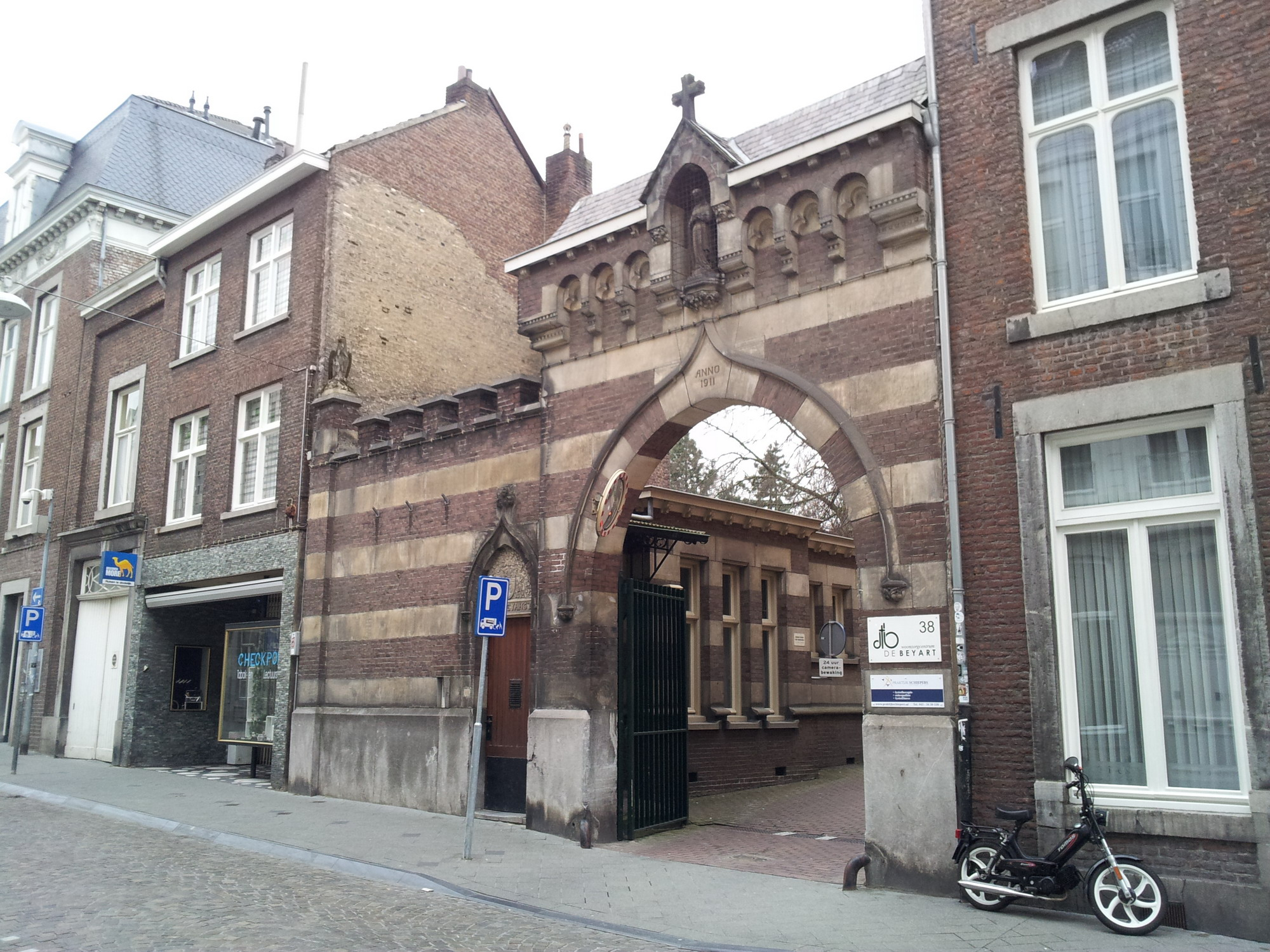
Kloosterpoort De Beyart, Brusselsestraat 38
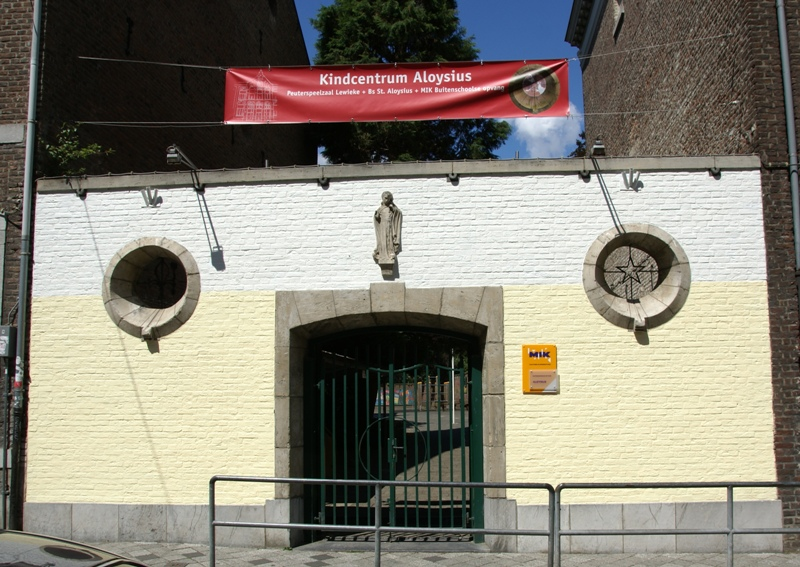
Poort Aloysiusschool, Brusselsestraat 46
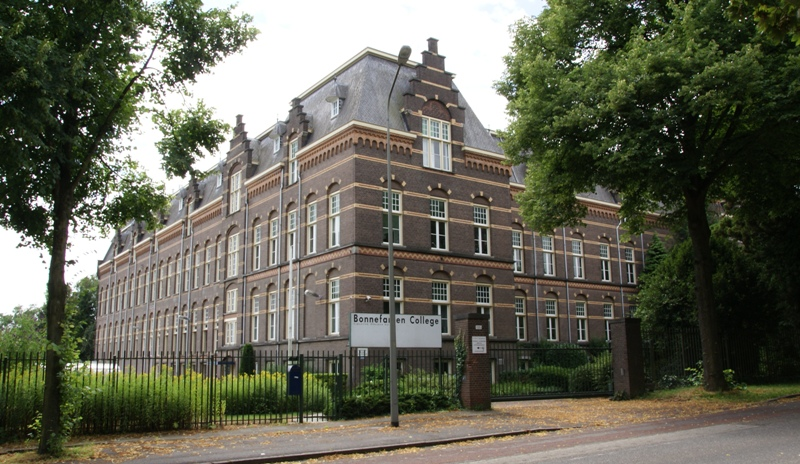
Kweekschool van de Broeders, Tongerseweg 135

### Kloosters en scholen elders

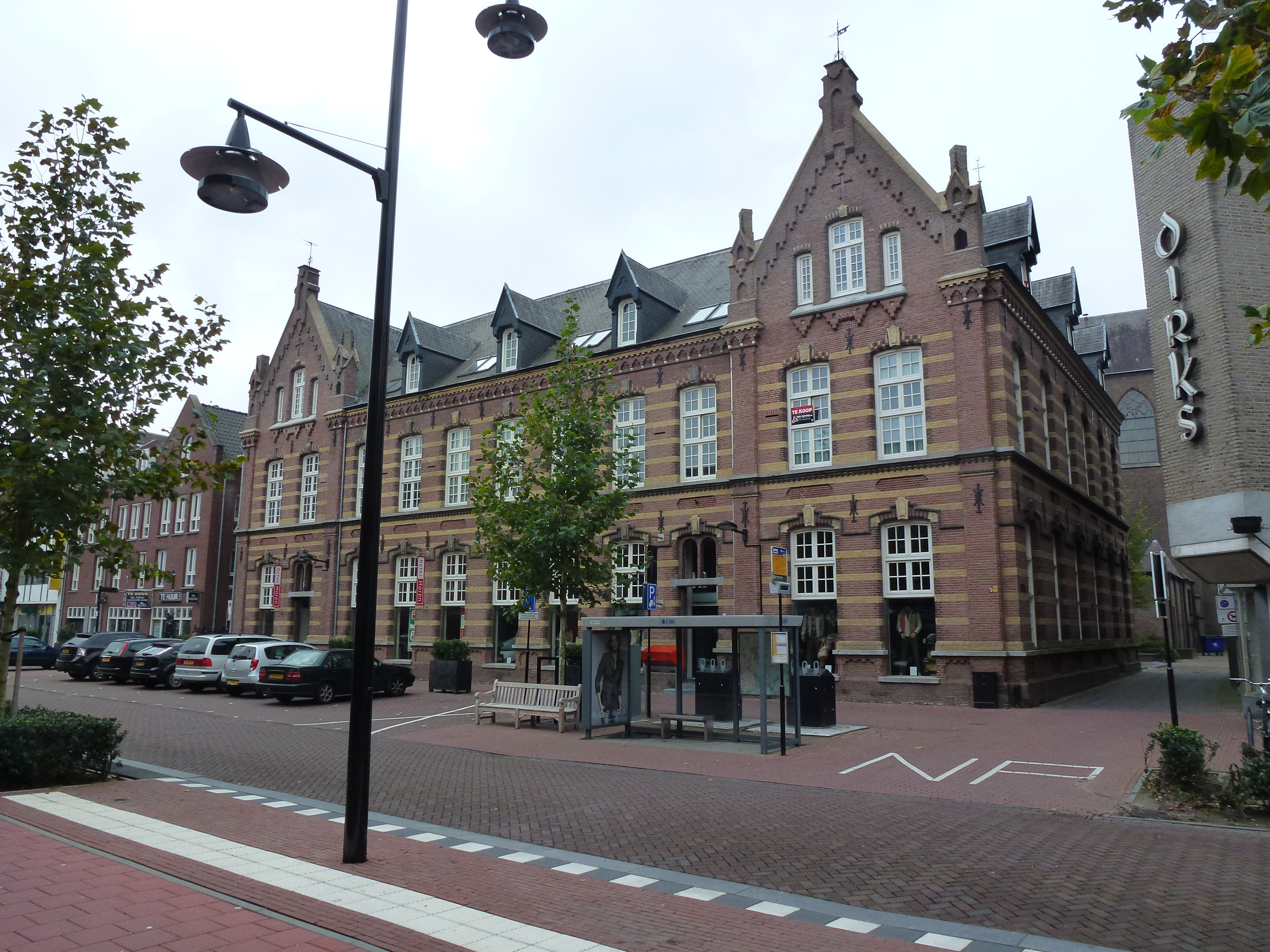
Klooster en school, Zuid Koninginnewal 49, Helmond
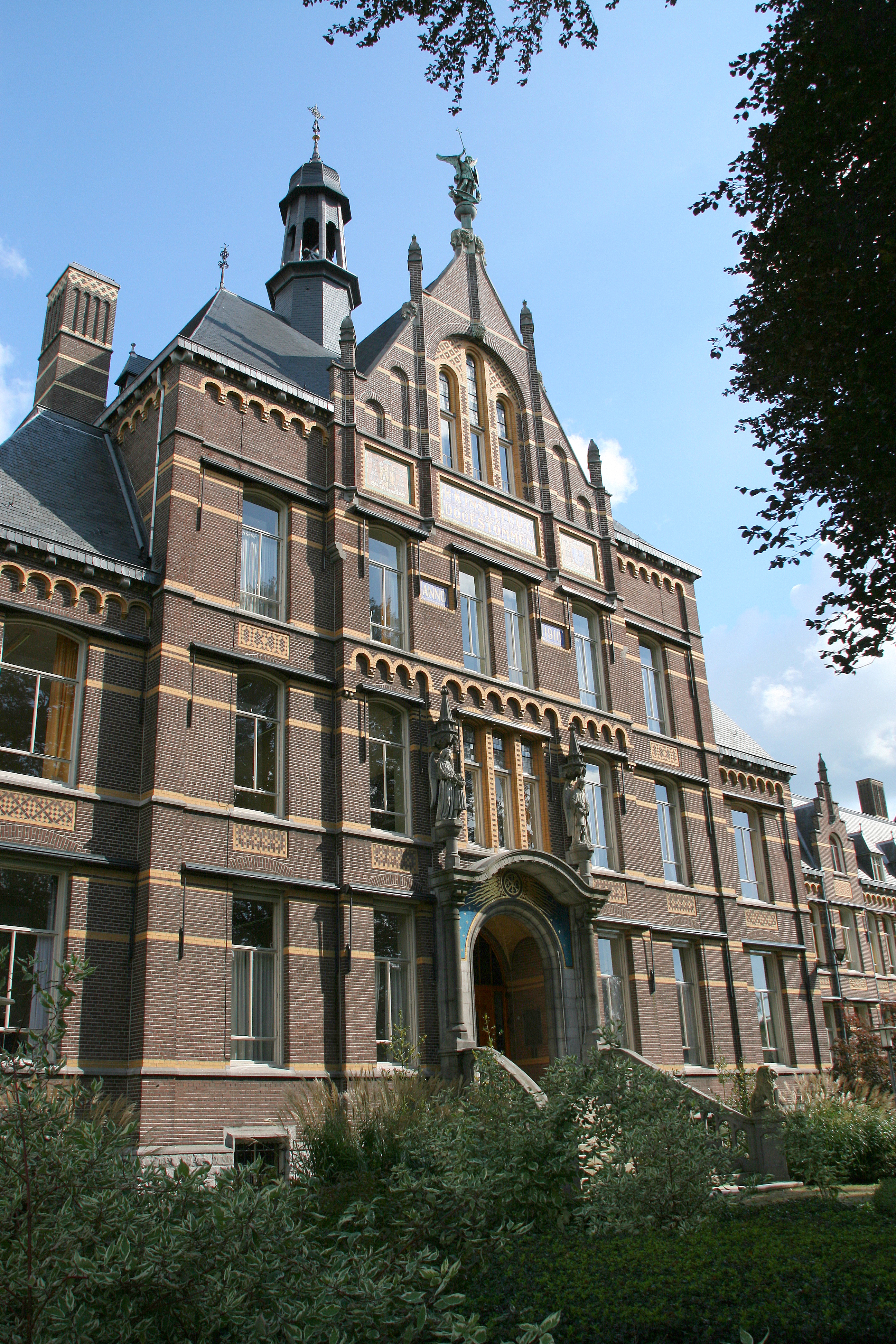
Doveninstituut, Sint Michielsgestel
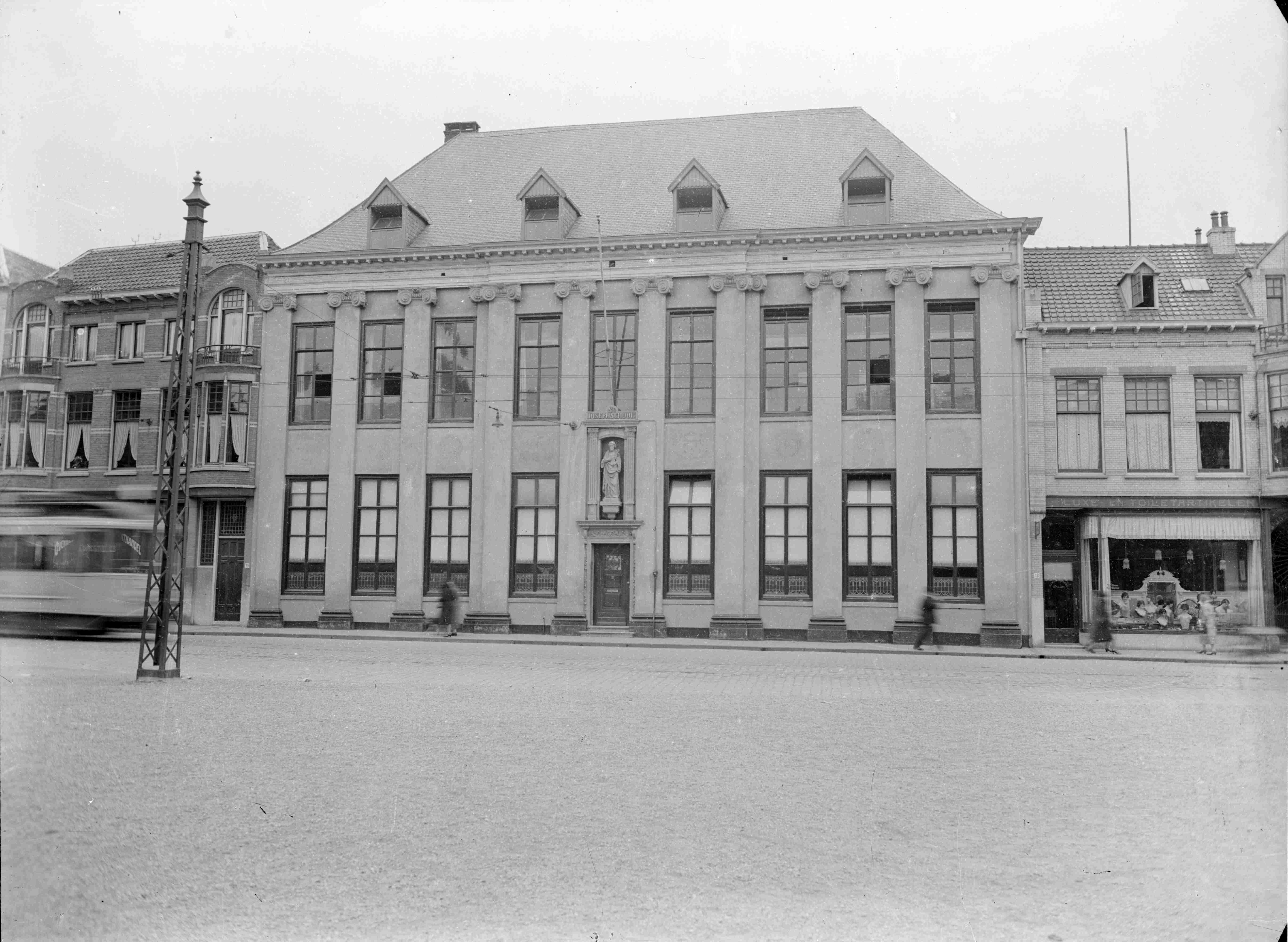
St. Josephschool, Nijmegen
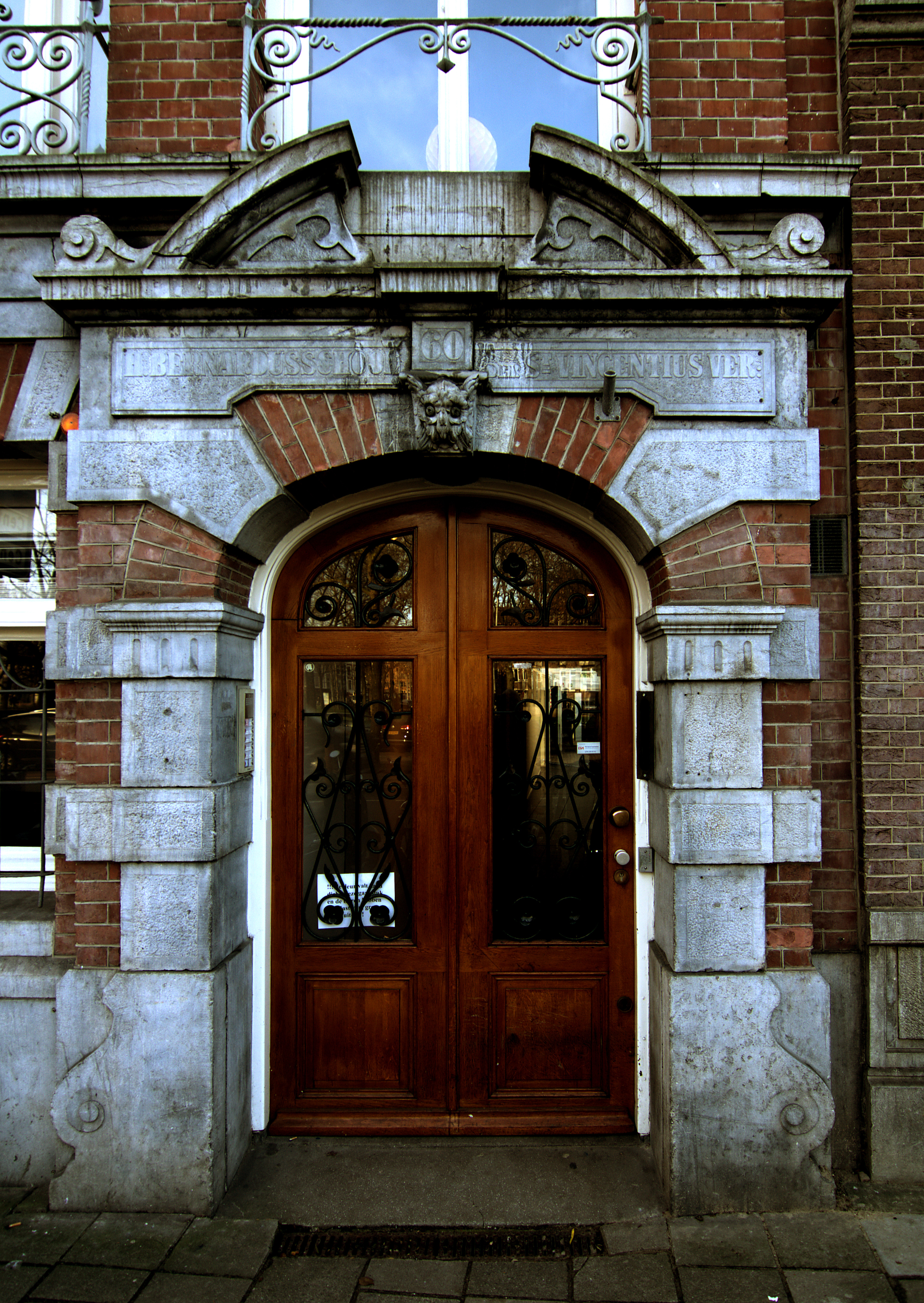
Entree Sint-Bernardusschool, Stadhouderskade 60, Amsterdam